# Abd al-Latif
Abd al-Latif, pers. بدالطیف (ur. 1420 - zm. 8 maja 1450 w Samarkandzie) – władca z dynastii Timurydów panujący w Samarkandzie od października 1449 roku aż do śmierci.
Był synem Uług Bega (1409 - 1449) i Roghji Chatun Arulat, wychowywał się jednak w Heracie na dworze swojego dziadka Szahrucha (1405 - 1447), przez którego miał być jako dziecko bardzo lubiany. Nie znamy dokładnej daty jego narodzin, po raz pierwszy pojawia się w źródłach jako dziecko u Fasiha Chafiego w związku z wydarzeniami z maja 1437 roku. Rywalizacja z jego kuzynem Ala ad-Daulą (1447 - 1448) zmusiła go do powrotu na dwór ojca w Samarkandzie w roku 1442, jednak został stamtąd zabrany z powrotem do Heratu przez swoją babkę Gouharszad Aghę.
Abd al-Latif towarzyszył Szahruchowi w jego ostatniej kampanii przeciwko zbuntowanemu Sultan Muhammadowi (1447 - 1452), podczas której jego dziadek zmarł 13 marca 1447 roku w Reju. Kiedy wieść o śmierci Szahrucha rozeszła się zapanowała anarchia i doszło do splądrowania obozu, według niektórych źródeł przez zwykłych żołnierzy, zaś według innych przez timurydzkich książąt Babura (1447 - 1457) i Chalila Sultana, którzy następnie opuścili armię i udali się w kierunku Chorasanu. W tej sytuacji Gouharszad poprosiła Abd al-Latifa o przejęcie dowództwa nad armią podczas jej powrotnego marszu do Heratu. Prawdopodobnie Gouharszad zapewniając dowództwo Abd al-Latifowi chciała uspokoić obawy jego ojca, Uług Bega, jedynego wówczas żyjącego syna Szahrucha. Jednocześnie jednak Gouharszad wysłała posłańca z informacją o śmierci Szahrucha do faworyzowanego przez siebie Ala ad-Dauli w Heracie, podczas gdy Abd al-Latif poinformował o tym fakcie swojego ojca. Abd al-Latif szybko zaprowadził porządek w obozie dokonując egzekucji wśród niesfornych żołnierzy i trzy dni później wyruszył wraz z Gouharszad i ciałem Szahrucha w kierunku Heratu. Podczas podróży niektórzy ludzie z jego zaufanego kręgu ostrzegli go iż Gouharszad może spiskować przeciwko niemu i Abd al-Latif uwięził swoją babkę i jej krewnych. W Damghanie miejscowy dowódca odmówił wstępu armii Abd al-Latifa, ten jednak zdobył miasto, po czym je splądrował. Wydaje się, że Abd al-Latif zmierzał do tego by połączyć swoje siły z ojcem, ten jednak był poza Samarkandą zajęty tłumieniem kilku rebelii, które wybuchły w międzyczasie, nie przybył zatem na czas by spotkać się ze swoim synem. Niedługo po tym jak wkroczył do Mawarannahru Abd al-Latif zawrócił zatem z powrotem do Chorasanu, by w Niszapurze dowiedzieć się, iż Ala ad-Daula otworzył skarb w Heracie i ogłosił się władcą. 30 kwietnia 1447 roku Ala ad-Daula wysłał armię przeciwko Abd al-Latifowi i siły z Heratu przypuściły zaskakujący atak na obóz syna Uług Bega. Przyciągnięci dotychczas przez niego emirowie szybko opuścili Abd al-Latifa i został on pojmany i uwięziony w twierdzy Ichtijar ad-Din, podczas gdy Gouharszad i jej krewni zostali uwolnieni.
W międzyczasie Uług Beg przekroczył Amu Darię w drodze do Chorasanu kiedy dowiedział się o pojmaniu Abd al-Latifa. Za radą swoich emirów rozpoczął on negocjacje z Ala ad-Daulą. Ten początkowo był niechętny zawieraniu porozumienia, lecz kiedy dotarły do niego wieści o pochodzie Babura w kierunku Chorasanu zmienił zdanie. Uług Beg i Ala ad-Daula zawarli między sobą pokój i ustalili nowe granice pomiędzy swoimi domenami, zaś uwolniony Abd al-Latif otrzymał od swojego ojca uzyskany na drodze powyższego traktatu Balch. Uług Beg powrócił do Samarkandy, zaś Abd al-Latif rozpoczął ataki na oddziały Ala ad-Dauli, który w odpowiedzi rozpoczął kampanię przeciwko niemu. Poinformowany o sytuacji Uług Beg interweniował i armia Ala ad-Dauli powróciła do Heratu. Na wiosnę 1448 roku Uług Beg przybył do Chorasanu wraz ze swoją armią i po połączeniu się z siłami Abd al-Latifa zaatakował Ala ad-Daulę, odnosząc nad nim zdecydowane zwycięstwo pod Tarnabem. Ala ad-Daula uciekł do swojego brata Babura w Astarabadzie i Uług Beg zajął Herat. To na ten moment źródła datują pierwsze przyczyny późniejszego antagonizmu Abd al-Latifa wobec ojca. Uług Beg miał bowiem, pomimo odwagi wykazanej w trakcie bitwy przez Abd al-Latifa, nakazać by wieści o zwycięstwie (fas-namahs) były napisane w imieniu jego młodszego syna, Abd al-Aziza. Co więcej, Uług Beg nie tylko nie przyznał Abd al-Latifowi jego udziału w łupach z Chorasanu, ale także pozbawił go części jego osobistego skarbu, który umieścił w twierdzy Ichtijar ad-Din.
Abd al-Latif został przez ojca wysłany do Bastamu, nie będąc jednak w stanie stawić czoła Baburowi uciekł do Niszapuru, by następnie w związku z niepotwierdzonymi później oskarżeniami o bunt zostać przez Uług Bega skierowanym do Meszhedu, gdzie pozostawał aż do listopada 1448 roku. W tym miesiącu Uług Beg przybył do Meszhedu i po połączeniu się z synem wspólnie stłumił rebelię turkmeńskiego księcia Jar Alego w Heracie, po czym powrócił do Samarkandy zostawiając Abd al-Latifa jako namiestnika miasta. Zaledwie dwa tygodnie po odejściu Uług Bega pod Heratem pojawił się Babur i Abd al-Latif opuścił miasto, by następnie na rozkaz ojca udać się do Balchu i przejąć w nim rządy. Ponieważ obawiał się swojego ojca oraz czuł się skrzywdzony przez jego poprzednie działania Abd al-Latif przystąpił teraz do przygotowywania buntu przeciwko niemu. Po tym jak Uług Beg w brutalny sposób stłumił rebelię w rejonie Heratu nie było trudno znaleźć zwolenników gotowych wystąpić przeciwko niemu. Aby zwiększyć swoją popularność w regionie Abd al-Latif ponadto zniósł opłaty pobierane od handlu (tamgha). Ponieważ Balch leżał na szlaku handlu z Indiami Uług Beg utracił w ten sposób ważne źródło dochodu. Wrogość Abd al-Latifa wobec ojca przybrała tak otwartą formę, że ten ostatni nie miał wyjścia i prawdopodobnie wczesnym latem 1449 roku wyruszył przeciwko niemu. Abd al-Latif początkowo nie dopuścił do przekroczenia przez niego Amu-Darii, gdy zaś doszło do starć pomiędzy obiema armiami przeważnie wychodził z nich zwycięsko. Żołnierze Uług Bega zaczęli dezerterować, a on sam zaczął się obawiać, iż jego emirowie wydadzą go synowi. W międzyczasie pozostawiony jako namiestnik w Samarkandzie Abd al-Aziz zraził do siebie jej mieszkańców swoją arogancją, co wykorzystał pozostający w służbie Uług Bega timurydzki książę Abu Sa’id (1451 - 1469), który na czele swoich zwolenników zaatakował miasto. Na wieść o tym Uług Beg zarządził powrót do Samarkandy, zmuszając Abu Sa’ida do odstąpienia od miasta. Za swoim ojcem postępował jednak Abd al-Latif, który pokonał go w bitwie nieopodal Samarkandy. Uług Bega opuścił nawet emir Barłasów Sultanszah a bramy Samarkandy zostały przed nim zamknięte przez jego innego emira, Miranszaha Ka'uczina. Także w twierdzy Szahruchijja, w której próbował się następnie schronić wraz z Abd al-Azizem, Uług Bega spotkało to samo przyjęcie. Był zatem zmuszony powrócić do Samarkandy i poddać się Abd al-Latifowi.
Abd al-Latif ustanowił teraz nominalnego chana z rodu Czyngis-chana i nakazał mu osądzić swojego ojca zgodnie z szariatem. Gdy zapadł oczekiwany wyrok śmierci pozwolono Uług Begowi na wyruszenie na pielgrzymkę i Abd al-Latif zabił go podczas niej 25 lub 27 października 1449 roku. Czyn ten został zgodnie potępiony przez historyków epoki Timurydów i w znacznym stopniu przyczynił się do upadku prestiżu linii Szahrucha. Wkrótce ten sam los spotkał także brata Abd al-Latifa, Abd al-Aziza. Emir Sultanszah wraz ze swoim synem zostali zabici przez emirów, którzy pozostali lojalni wobec Uług Bega, kiedy odkryli oni że przywódca Barłasów chce przejść na stronę Abd al-Latifa. Wkrótce po dojściu do władzy ten zabił ich pod zarzutem spiskowania przeciwko niemu. Poza tym właściwie nie posiadamy informacji o rządach Abd al-Latifa w Samarkandzie. Jego opinia jako przywódcy wojskowego była taka, że nawet Uzbecy wstrzymali się ze swoim zwyczajowym zimowym rajdem na terytoria Buchary i Samarkandy. Od początku Abd al-Latif spotkał się z opozycją Abu Sa’ida i ostatecznie zginął w zamachu 8 maja 1450 roku. Stojąca za nim grupa spiskowców wezwała do przejęcia władzy w Samarkandzie innego wnuka Szahrucha Abdallaha (1450 - 1451). Zachował się list napisany przez Abd al-Latifa do sułtana Mehmeda II (1444 - 1446, 1451 - 1481), jak również bite przez niego monety.